# Špaček holohlavý
Špaček holohlavý (Sarcops calvus) je druh pěvce žijící na Filipínách. Jedná se o tamního endemita. Patří mezi málo dotčené taxony.
Živí se fíky, případně dalšími plody. Občas pojídá i bezobratlé.
Hnízdo si vytváří v dutinách stromů, a to až do výšky 35 m. Snáší dvě až tři vejce, která jsou následně inkubována po dobu 13 až 14 dní.
Dosahuje délky až 27 cm (z toho ocas až 17 cm) a váhy mezi 110 a 130 gramy.
Vyskytuje se v tropických, případně subtropických lesích v nížinách i horách. V současnosti obývá i kokosové plantáže.
Dokáže napodobovat zvuky, včetně lidského hlasu.

## Poddruhy
Rozlišují se tři poddruhy:
- Sarcops calvus calvus (Linnaeus, 1766) – severní Filipíny
- Sarcops calvus lowii (Sharpe, 1877) – ostrovy Sulu
- Sarcops calvus melanonotus (Ogilvie-Grant, 1906) – střední a jihovýchodní Filipíny, nejvzácnější[2]

## Rozmnožování
Špaček holohlavý byl na Filipínách pozorován jako hostitel parazitické kukačky koel (Eudynamys scolopaceus).

## Chov v zoo
Tento druh patří k raritně chovaným. V evropských zoo byl v prosinci 2019 chován jen ve pěti zoo: jedné v Řecku, jedné z Rakousku, jedné v Polsku a ve dvou zoologických zahradách v Česku (Zoo Plzeň a Zoo Praha). V českých zoo byl špaček holohlavý chován v letech 2016 až 2018 také v Zoo Ústí nad Labem.

### Chov v Zoo Praha
V Zoo Praha je k vidění od 28. září 2019, kdy byl veřejnosti zpřístupněn Rákosův pavilon s exotickými ptáky. V době otevření pavilonu byl k vidění jeden jedinec.
Zoo tento druh ovšem chová již od roku 2011 a podařilo se odchovat několik mláďat. V roce 2012 se podařil prvoodchov v českých zoo. Ke konci roku 2018 byl špaček holohlavý chován v počtu tří samců a jedné samice.